# Drapelul Eritreei

Drapelul național al Eritreei este format dintr-un triunghi isoscel roșu având baza spre catarg și apoi împărțit în două triunghiuri drepte: triunghiul din partea superioară este verde, iar triunghiul din partea inferioară este albastru. Emblema din perioada (1952-1962) este plasată central pe triunghiul rosu și este desenată cu auriu (o ramură verticală de măslin înconjurată de o coroană de măslin) Raportul: 1:2

Drapelul național al Eritreei adoptat la 5 decembrie 1995, este asemănător cu drapelul oficial al Frontului de Eliberare al Poporului Eritrean. Coroana cu ramura de măslin verticală este derivată din steagul din 1952, care avea un fundal albastru deschis pentru a onora Națiunile Unite. Culoarea verde a steagului reprezintă agricultura și zootehnia țării, albastrul reprezintă marea, iar roșul reprezintă sângele vărsat în lupta pentru libertate.
Steagul are un raport de 1:2.

## Istorie și simbolism
Eritrea și Etiopia au fost ocupate de italieni între 1935-1941. Înainte de cel de-al doilea război mondial, Eritrea era mai dezvoltată și prosperă decât Etiopia. După înfrângerea Italiei în război, Etiopia a revenit la monarhia feudală pre-italiană, în timp ce Eritrea a fost predată guvernării britanice moderne sub mandatul Națiunilor Unite în 1949. Apariția naționalismului arab în anii 1940 a făcut ca partea musulmană din Eritrea să ceară independența față de guvernarea britanică. Între timp, Etiopia a încercat să revendice Eritreea numindu-o „provincia pierdută”. Câțiva ofițeri au propus ca Eritrea să fie separată în două părți: zona creștină pentru a fi contopită în Etiopia; zona musulmană pentru a fi alipită Sudanului. După dezbaterea internațională și intervenția Puterilor Aliate, Statele Unite au adoptat o rezoluție cu acordul Marii Britanii care a dus la crearea unei Eritree autonome în federație cu Etiopia în 1950.
La 15 septembrie 1952, Eritreea a devenit independentă față de guvernarea britanică [4] și a devenit parte autonomă a Etiopiei. Deoarece Organizația Națiunilor Unite a ajutat țara să-și obțină independența față de guvernarea britanică, steagul eritrean din 1952 a fost realizat cu un fundal albastru deschis pentru a onora asistența organizației. Steagul la acea vreme avea o coroană de măslin în centru, simbolizând pacea. Coroana a înconjurat o plantă cu șase frunze care reprezenta cele șase divizii administrative ale Eritreei.
După izbucnirea războiului civil în Eritrea, în 1961, împăratul etiopian Haile Selassie a interzis arborarea în locurile publice a steagului eritrean, a stemei și a tuturor celorlalte steme guvernamentale. El a anexat Eritrea în 1962 cu aprobarea Națiunilor Unite.
Frontul de Eliberare a Poporului Eritrean a luptat pentru independența țării, iar în ianuarie 1977, partidul a adoptat propriul drapel oficial. Steagul actual al Eritreei este asemănător cu drapelul oficial al partidului. Steagul avea trei triunghiuri: roșu, albastru și verde. Steaua galbenă din triunghiul roșu simboliza bogatele resurse minerale ale țării, cele cinci puncte reprezentând unitatea, eliberarea, dreptatea, democrația și progresul. După ce Eritrea a fost proclamată națiune independentă, steagul a fost modificat și prima sa arborarea oficială a avut loc la 24 mai 1993. În triunghiul roșu, o coroană aurie cu 14 frunze pe fiecare parte, derivată din steagul din 1952, a înlocuit steaua aurie a drapelului Frontului de Eliberare Eritrean. În 1995, numărul frunzelor în coroana a fost standardizat. Cele 30 de frunze simbolizează numărul de ani petrecuți în războiul civil înainte de a obține independența. Raportul lungime/lățime a drapelului a fost modificat de la 2:3 la 1:2.
Pe monedele nakfa (moneda oficială a Eritreei) emise în 1997 sune reprezentate șase animale native; pe revers monedele prezentau un grup de luptători ai Frontului de Eliberare Eritrean, ridicând steagul național și sloganul „Libertate, Egalitate și Dreptate” în limba engleză.

## Descriere
Drapelul național al Eritreei este format dintr-un triunghi isoscel roșu având baza spre catarg și apoi împărțit în două triunghiuri drepte: triunghiul din partea superioară este verde, iar triunghiul din partea inferioară este albastru. Emblema din perioada (1952-1962) este plasată central pe triunghiul rosu și este desenată cu auriu (o ramură verticală de măslin înconjurată de o coroană de măslin). CIA World Factbook 2012 subliniază că forma triunghiului roșu imită forma țării. Verdele reprezintă agricultura și zootehnia țării, albastrul reprezintă marea (Marea Roșie) și roșul reprezintă sângele vărsat în lupta pentru libertate.